# Team Shanghai Alice
Team Shanghai Alice (上海アリス幻樂団 Shanhai Arisu Gengakudan) er en japansk dojin-spiludvikler specialiseret i 2D skydespil. Deres udgivelser har indtil nu kun været Touhou Project-spil og relaterede produkter. Gruppen har ikke hovedkvarter i, og er ikke relateret til den kinesiske by Shanghai.

## Udgivelser

### Spil
- The Embodiment of Scarlet Devil (東方紅魔郷, 2002)
- Perfect Cherry Blossom (東方妖々夢, 2003)
- Imperishable Night (東方永夜抄, 2004)
- Immaterial and Missing Power (東方萃夢想, 2005) – Samarbejde med Twilight Frontier.
- Phantasmagoria of Flower View (東方花映塚, 2005)
- Shoot the Bullet (東方文花帖, 2005)
- Mountain of Faith (東方風神錄, 2007)
- Scarlet Weather Rhapsody (東方緋想天, 2008) – Samarbejde med Twilight Frontier.
- Subterranean Animism (東方地霊殿, 2008)
- Undefined Fantastic Object
- Ten Desires (demo)

### Soundtracks
Soundtrackene er hovedsageligt komponeret af ZUN's musik remixet fra hans spil og originale numre.
Eftersom der er nogle løse referencer til resten af Touhou Project i historierne der følger med CD'erne, anses disse også for at være del af Touhou Project.
- Dolls in Pseudo Paradise (蓬莱人形, 2002)
- Ghostly Field Club (蓮台野夜行, 2003)
- Changeability of Strange Dream (夢違科学世紀, 2004)
- Gensōkyoku Bassui (幻想曲抜萃, 2005) – Collaboration with Twilight Frontier.
- Akyu's Untouched Score vol.1 (幺樂団の歴史１, 2006)
- Retrospective 53 minutes (卯酉東海道, 2006)
- Magical Astronomy (大空魔術, 2006)
- Akyu's Untouched Score vol.2 (幺樂団の歴史２, 2006)
- Akyu's Untouched Score vol.3 (幺樂団の歴史３, 2006)
- Akyu's Untouched Score vol.4 (幺樂団の歴史４, 2007)
- Akyu's Untouched Score vol.5 (幺樂団の歴史５, 2007)

### Trykte værker
- Curiosities of Lotus Asia (東方香霖堂)
- Eastern and Little Nature Deity og Strange and Bright Nature Deity (東方三月精)
- Bohemian Archive in Japanese Red (東方文花帖)
- Perfect Memento in Strict Sense (東方求聞史紀)
- Touhou Bōgetsushō (東方儚月抄), der består af:
  - Silent Sinner in Blue
  - Cage in Lunatic Runagate
  - The Inaba of the Moon and the Inaba of the Earth (月のイナバと地上の因幡)

## Medlemmer
Der er kun et medlem af Team Shanghai Alice, som går under pseudonymet "ZUN", der er hovedprogrammøren, scriptforfatteren, kunstneren og komponisten. Hans virkelige navn menes at være Jun'ya Ota (太田 順也), som set i rulleteksterne i hans tidlige spil. Fans kalder ham med respekt "Kannushi" (神主), et navn som han nogle gange bruger om sig selv.
Selvom navnet Team Shanghai Alice ikke blev brugt, har ZUN også deltaget i udviklingen af de følgende dojin-spil for Amusement Makers:
- Highly Responsive to Prayers (1996) – Del af Touhou Project
- Story of Eastern Wonderland (1997) – Del af Touhou Project
- Phantasmagoria of Dim.Dream (1997) – Del af Touhou Project
- Lotus Land Story (1998) – Del af Touhou Project
- Mystic Square (1998) – Del af Touhou Project
- Shuusou Gyoku (2000)
- Kioh! Gyoku (2001)
- Torte Magic – Et dojin skydespil for manga'en 10 Carat Torte!

ZUN arbejder også for Taito Corporation, og har deltaget i udviklingen af en række af deres spil, heriblandt:
- Greatest Striker (PlayStation 2, 2000)
- Magic Pengel (PlayStation 2, 2002)
- Bujingai (PlayStation 2, 2003)
- Graffiti Kingdom (PlayStation 2, 2004)
- EXIT (PlayStation Portable, 2005)

I 2007, var han del af en gruppe ved navn "The Drinking Party" (呑んべぇ会) for at lave "Uwabami Breakers" (黄昏酒場～Uwabami Breakers～), et shoot'em up-spil om at drikke — en af ZUN's største lidenskaber.

## Navnet
Navnet "Team Shanghai Alice" blev valgt for at passe til det overordnede tema i Touhou-spillene. "Shanghai" er, efter ZUN's opfattelse, en multikulturel by, hvor østen møder vesten. "Alice" kan være et barn der lever i et fremmet territorium, men navnet Alice foreslår også et eventyrligt element. Så samlet indeholder "Shanghai Alice" et blanding at orientalsk og vestenlig æstetiker blandet med fantasi. Hvad angår "Ensemble" (幻樂団, i gruppens japanske navn) var det originalt ZUN's intention at gruppen skulle være en musiks gruppe, og navngav derfor gruppen derefter.